# Милана Мэй
Милана Мэй (англ. Milana May; род. 26 апреля 1989 года, Донецк) — украинская эротическая модель и порноактриса.

## Биография
Изучала косметологию в Киеве, получила степень магистра международной экономики.
Проработав три года визажисткой, она переехала в Лос-Анджелес.
Мэй впервые появилась перед камерой в 2017 году.
Сотрудничала с Girlfriends Films, Cherry Pimps, Elegant Angel, Girlsway, Reality Kings, Twistys, Nubile, Zero Tolerance, Mofos и Filly Films.
Снялась более чем в 50 фильмах.

## Награды и номинации
| Год  | Награда           | Результат | Категория                                       | Работа                              |
| ---- | ----------------- | --------- | ----------------------------------------------- | ----------------------------------- |
| 2019 | AVN Awards        | Номинация | Лесбийская исполнительница года                 | N/A                                 |
| 2019 | AVN Awards        | Номинация | Лучшая групповая лесбийская сцена               | My Girlfriend’s Girlfriend          |
| 2019 | Spank Bank Awards | Номинация | Excellence in Muff Maintenance                  | N/A                                 |
| 2019 | Spank Bank Awards | Номинация | Sensational Scissorist                          | N/A                                 |
| 2020 | AVN Awards        | Номинация | Лесбийская исполнительница года                 | N/A                                 |
| 2020 | AVN Awards        | Номинация | Лучшая лесбийская секс-сцена                    | Lesbian Performers of the Year 2019 |
| 2020 | AVN Awards        | Номинация | Приз зрительских симпатий: любимая порноактриса | N/A                                 |
| 2020 | XBIZ Award        | Номинация | Лесбийская исполнительница года                 | N/A                                 |
| 2020 | Spank Bank Awards | Номинация | Королева куннилингуса                           | N/A                                 |
| 2020 | Spank Bank Awards | Номинация | Sensational Scissorist                          | N/A                                 |
| 2021 | AVN Awards        | Номинация | Лесбийская исполнительница года                 | N/A                                 |